# Johann Kranzbichler

Johann Kranzbichler

Johann Kranzbichler (* um 1772 in St. Pölten; † 18. Dezember 1853 ebenda) war österreichischer Politiker und 6. Bürgermeister von St. Pölten.

## Leben
Johann Kranzbichler wurde um 1772 in St. Pölten als Sohn eines Gastwirts geboren. 1795 bis 1799 war er als Wirt im elterlichen Gasthof tätig, konzentrierte sich jedoch seither auf seinen Weinhandel. Nachdem er diesen 1840 an seinen Sohn weitergegeben hatte, lebte er als Privatier. Zwischen 1806 und 1816 war er außerdem Hauptmann des uniformierten Bürgerkorps.
Kranzbichler war von 1811 bis 1816 und von 1820 bis 1833 Magistratsrat, zehn Jahre später wurde er zum Bürgermeister gewählt. 1848 wurde er zudem Abgeordneter zum niederösterreichischen Landtag. Nachdem das provisorische Gemeindegesetz 1849 in Kraft getreten war, dankte er von allen Ämtern ab, verblieb allerdings noch bis 1850 als Bürgermeister. Kranzbichler starb am 18. Dezember 1853 in seiner Heimatstadt.

## Ehrungen
- Kranzbichlerstraße in St. Pölten (1904)[1]